# World Basketball Association 2010
La stagione WBA 2010 fu la settima della World Basketball Association. Parteciparono 6 squadre in un unico girone. Rispetto alla stagione precedente si aggiunsero i Florida Flight, i Franklin Knights e i Jacksonville Bluewaves. I Marietta Storm ripresero le operazioni. I Buford Majic si spostarono a Gwinnett, rinominandosi Gwinnett Majic. I Cartersville Warriors, i Memphis Tornadoes, i Rome Rage e i Tupelo Rock-n-Rollers scomparvero.
I Florida Flight abbandonarono la lega prima dei play-off, per aggregarsi alla Continental Basketball League
Il titolo venne assegnato con una finale a partita singola tra le prime due classificate della regular season.

## Squadre partecipanti
- Decatur C. Kings
- Florida Flight
- Franklin Knights
- Gwinnett Majic
- Jacksonville Bluewaves
- Marietta Storm

## Classifica
| Squadra                | V  | P | %    |
| ---------------------- | -- | - | ---- |
| Gwinnett Majic         | 10 | 3 | 76,9 |
| Franklin Knights       | 8  | 4 | 66,7 |
| Florida Flight         | 7  | 5 | 58,3 |
| Jacksonville Bluewaves | 5  | 5 | 50,0 |
| Marietta Storm         | 5  | 9 | 35,7 |
| Decatur Court Kings    | 0  | 9 | 0,0  |

## Play-off

### Finale
| Buford 31 luglio 2010, ore 18:00                   | Gwinnett Majic | 133 – 113 (33-24, 67-58, 91-91) | Franklin Knights | Bogan Park Gym |
| \| \| \| \| \| Puckett 37 \| Punti \| 27 Little \| |                |                                 |                  |                |
|                                                    |                |                                 |                  |                |
| Puckett 37                                         | Punti          | 27 Little                       |                  |                |

## Vincitore
| Campione WBA 2010          |
| -------------------------- |
| Gwinnett Majic (2º titolo) |

## Premi WBA
- WBA Player of the Year: B.J. Puckett, Gwinnett Majic
- WBA Coach of the Year: David Akin, Gwinnett Majic
- WBA Rookie of the Year: Patrick Shokpeka, Gwinnett Majic
- WBA General Manager of the Year: Brandon Williams, Gwinnett Majic
- All-WBA First Team[4]
  - Stefhon Hannah, Marietta Storm
  - Javon Randolph, Gwinnett Majic
  - Willie Irick, Florida Flight
  - Jerrell Houston, Franklin Knights
  - B.J. Puckett, Gwinnett Majic
- All-WBA Second Team
  - Myles Thrash, Franklin Knights
  - Trevor Bing, Florida Flight
  - Eddie Ard, Franklin Knights
  - Lance Perique, Marietta Storm
  - Marcus Brown, Gwinnett Majic
- All-WBA Third Team
  - Parrish Brown, Marietta Storm
  - Adrien Borders, Gwinnett Majic
  - Mike Sloan, Gwinnett Majic
  - Anthony Wilkins, Decatur Court Kings
  - Casey Love, Marietta Storm